# Nicolas Oudinot (1791-1863)
Nicolas Oudinot, francoski maršal in vojaški zgodovinar, * 1791, † 1863.